# Hryńkowce
Hryńkowce (ukr. Гриньківці, Hryńkiwci) – wieś na Ukrainie  w obwodzie tarnopolskim, w rejonie krzemienieckim.